# Apoclea femoralis
Apoclea femoralis là một loài ruồi trong họ Asilidae. Apoclea femoralis được Wiedemann miêu tả năm 1828.